# دراسة العبور
في الطب، دراسة العبور أو تجربة العبور هي دراسة طويلة فيها أشخاص يتلقون سلسلة مختلفة من العلاجات (يتعرضون)، بينما دراسة العبور قد تكون دراسة ملاحظات، الإ أن العديد من دراسات العبور الهامة هي دراسة مضبوطة، والتي سيتم مناقشتها في هذا المقال.
تصاميم دراسة العبور شائعة في العديد من تجارب الفروع العلمية، فعلى سبيل المثال، في علم النفس، علوم الصيدلة، والطب.
التجارب العشوائية المضبوطة لدراسة العبور مهمة في مجال الرعاية الصحية، في التجارب السريرية العشوائية، يتم تعيين أشخاص عشوائيين لمختلف أذرع الدراسة، بحيث يتلقون مختلف العلاجات، عندما يكون لتجربة تصاميم متكررة المقاييس، فإن المقاييس المتشابهة تجمع عدة مرات لكل شخص.
تجربة العبور لديها تصاميم مقاييس متكررة بحيث يتم تعيين لكل مريض تسلسل علاجين أو أكثر، قد يكون أحدهما علاج قياسي أو علاج مموه.
تقريبا كل دراسة العبور صممت ليكون لها توازن، بحيث كل الأشخاص يتلقون نفس عدد العلاجات ويشتركون في نفس الفترة، في معظم تجارب دراسة العبور كل شخص يتلقى كل العلاجات وفي شكل عشوائي.
الإحصائيون يقترحون بإن التصاميم يجب أن يكون لها أربع فترات، بحيث يكون لها كفاءة أكثر من تصميم الفترتين، حتى إذا كان يجب اقتطاع الدراسة إلى ثلاث فترات، ومع ذلك عادةً يتم تدريس تصميم الفترتين في الكتب المقررة غير الإحصائية، ويرجع ذلك لبساطتها.